# West Newton, Pennsylvania
West Newton là một thị trấn thuộc quận Westmoreland, tiểu bang Pennsylvania, Hoa Kỳ. Năm 2010, dân số của thị trấn này là 2633 người.